# Бейт-Овед
Бейт-Овед (ивр. בֵּית עוֹבֵד‎, букв. Дом Оведа) — мошав в центральной части Израиля. Мошав расположен на окраине города Нес-Циона, находится под юрисдикцией регионального совета Ган-Раве. В 2020 году население мошава составляло 263 человек.

## Этимология
Название основано на двух отрывках из Танаха:
И оставался ковчег Божий у рода Овед — Едома в доме его три месяца; и благословил Господь дом Оведа — Едома и все, что у него было1Пар. 13:14
Кто возделывает землю свою, тот будет иметь много хлеба; а кто следует суетному, тот лишен разумения.Прит. 12:11

## История
Мошав был основан в 1933 году группой фермеров-ветеранов. Он был создан в рамках плана «Тысяча поселений» в ответ на арабские беспорядки 1929 года, когда на окраинах еврейских городов и мошавов были построены небольшие фермерские поселения для повышения безопасности.

## Население
По данным Центрального статистического бюро Израиля, население на начало 2020 года составляло 263 человека.

## Галерея

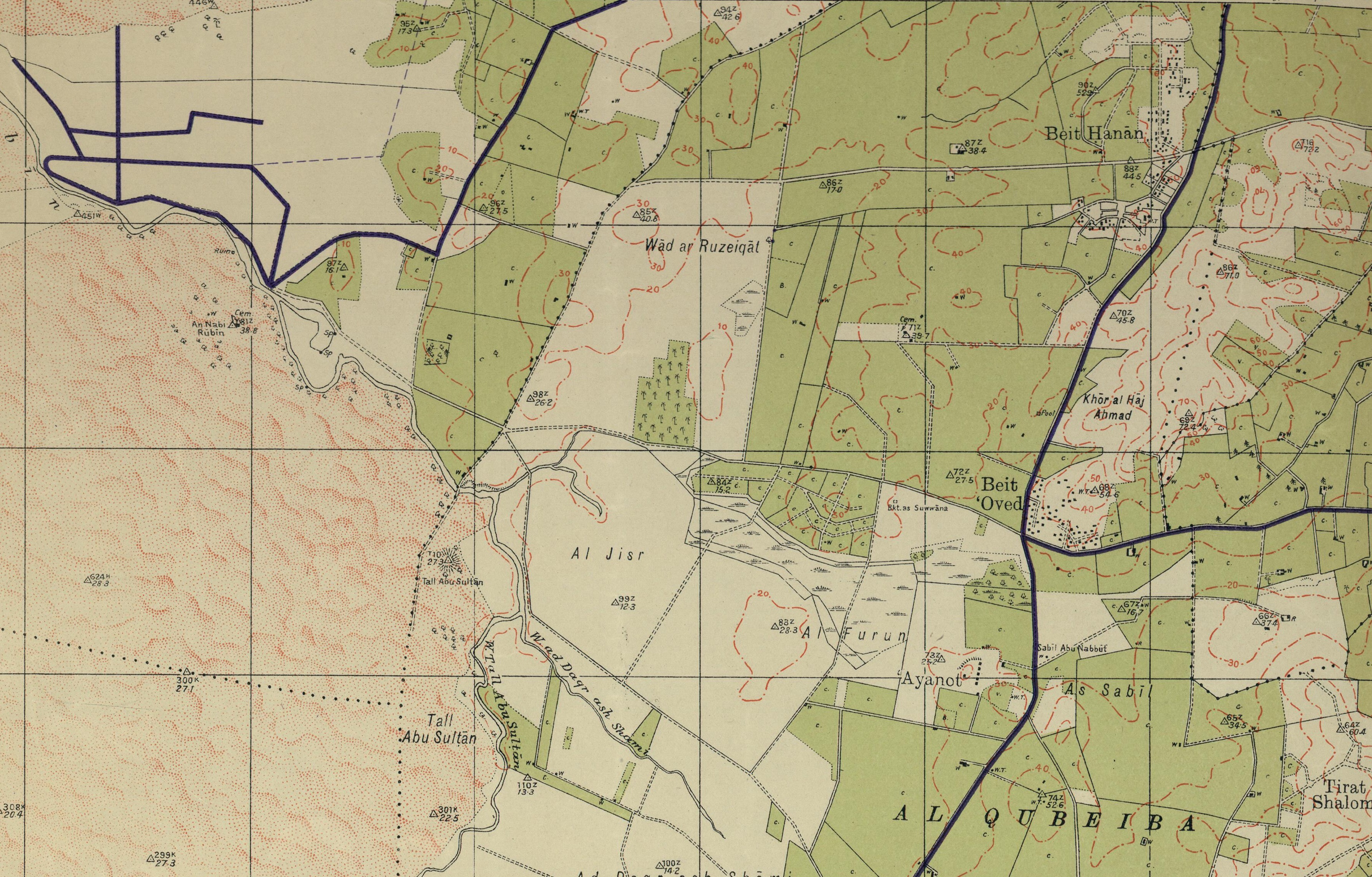
Бейт-Овед 1941 год 1:20,000
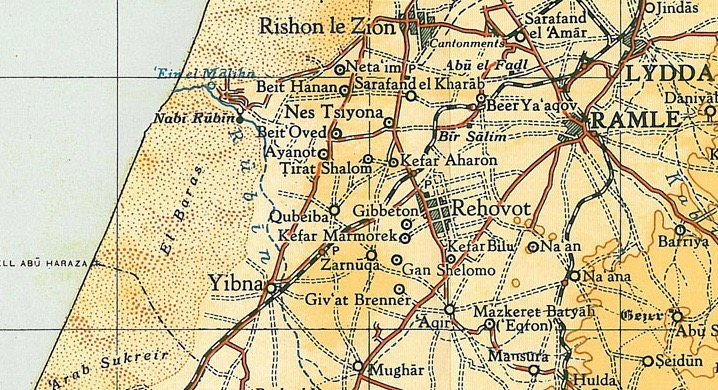
Бейт-Овед 1945 год 1:250,000